# 경주초등학교 학동분교
경주초등학교 학동분교는 경상북도 경주시 내남면 반동길 44 (비지리)에 있었던 공립 초등학교이다.

## 연혁
- 1963년 5월 1일 박달국민학교 학동분교 설립인가
- 1966년 3월 1일 학동국민학교로 승격
- 1996년 3월 1일 학동초등학교로 개칭
- 1999년 9월 1일 경주초등학교 학동분교 (분교장 격하)
- 2002년 3월 1일 폐교 (본교로 통폐합)